# Osborne Anderson
Osborne Anderson (né le 15 octobre 1908 à Fredrikstad en Norvège et mort le 31 janvier 1989 à Lynn (Massachusetts)) est un hockeyeur sur glace américain. Lors des Jeux olympiques d'hiver de 1932 disputés à Lake Placid, il remporte la médaille d'argent.

## Palmarès
- Médaille d'argent aux Jeux olympiques de Lake Placid en 1932